# Marmorierter Zwergrüssler
Nanophyes marmoratus ist ein Käfer, der nach der Fauna Europaea zur Familie Nanophyidae gerechnet wird. Diese wird jedoch laut der in der Wikipedia verwendeten Systematik von Leschen, Beutel, Lawrence als Unterfamilie der Langkäfer (Brentidae) angesehen und gehört in die weitere Verwandtschaft der Rüsselkäfer.
Die Gattung Nanophyes ist in Europa mit sechs Arten vertreten.  In Mitteleuropa werden vier Arten unterschieden. Für die Art Nanophyes narmoratus werden in der Fauna Europaea 34 Synonyme angegeben. Von diesen war das Artepitheton lythri weit verbreitet, das auf eine spätere Beschreibung der Art durch Fabricius zurückgeht.
Der Käfer wurde zur biologischen Bekämpfung des Blutweiderichs nach Nordamerika eingeführt, wo die Pflanze als Neophyt einheimische Pflanzen verdrängt. Im deutschsprachigen Raum findet man für die Art auch den Namen Marmorierter Zwergrüssler.

## Bemerkungen zum Namen
Als Erstbeschreibung von Nanophyes marmoratus gilt die Beschreibung von Goeze, der den Käfer 1777 unter dem Namen Curculio Marmoratus, der marmorirte Rüßelkäfer aufführt. Er bezieht sich dabei auf den Franzosen Geoffroy, der die Art bereits 1762 als 33. Rüsselkäfer unter dem Namen Le Charanson marbré à bandes (der in Bändern marmorierte Rüsselkäfer) beschreibt, aber noch nicht die binäre Nomenklatur verwendet. Die knappe lateinische Beschreibung übernimmt Goeze von Geoffroy. Sie lautet Lividus; coleoptris fasciis plurimis obscuris (lebhaft, auf den Flügeldecken mit mehreren dunklen Bändern). So erklärt sich der Artname marmoratus (lat. marmorātus, marmoriert). Schönherr definiert 1826 die Art als Typus für die durch ihn neu aufgestellten Gattung Nanodes (altgr. νανόδης, zwergenhaft). Als Artepitheton verwendet Schönherr Lythri nach der Beschreibung durch Fabricius. Ebenfalls unter dem Namen Nanodes Lythri Schönherr erscheint die Art 1833 im Katalog zur Sammlung von Dejean. Da der Gattungsname jedoch doppelt belegt ist, ändert Schönherr selbst den Namen 1837 von Nanodes in Nanophyes. Der Name bezieht sich ebenfalls auf den kleinen Wuchs der Arten (von altgr. νάνος „nános“ für „Zwerg“ und  φυή „phyé“ für „Gestalt“). Schönherr erklärt den Namen selbst mit a νανοφυής, pumilionis statura habens (lat. von  νανοφυής, die Statur eines Zwergs habend).

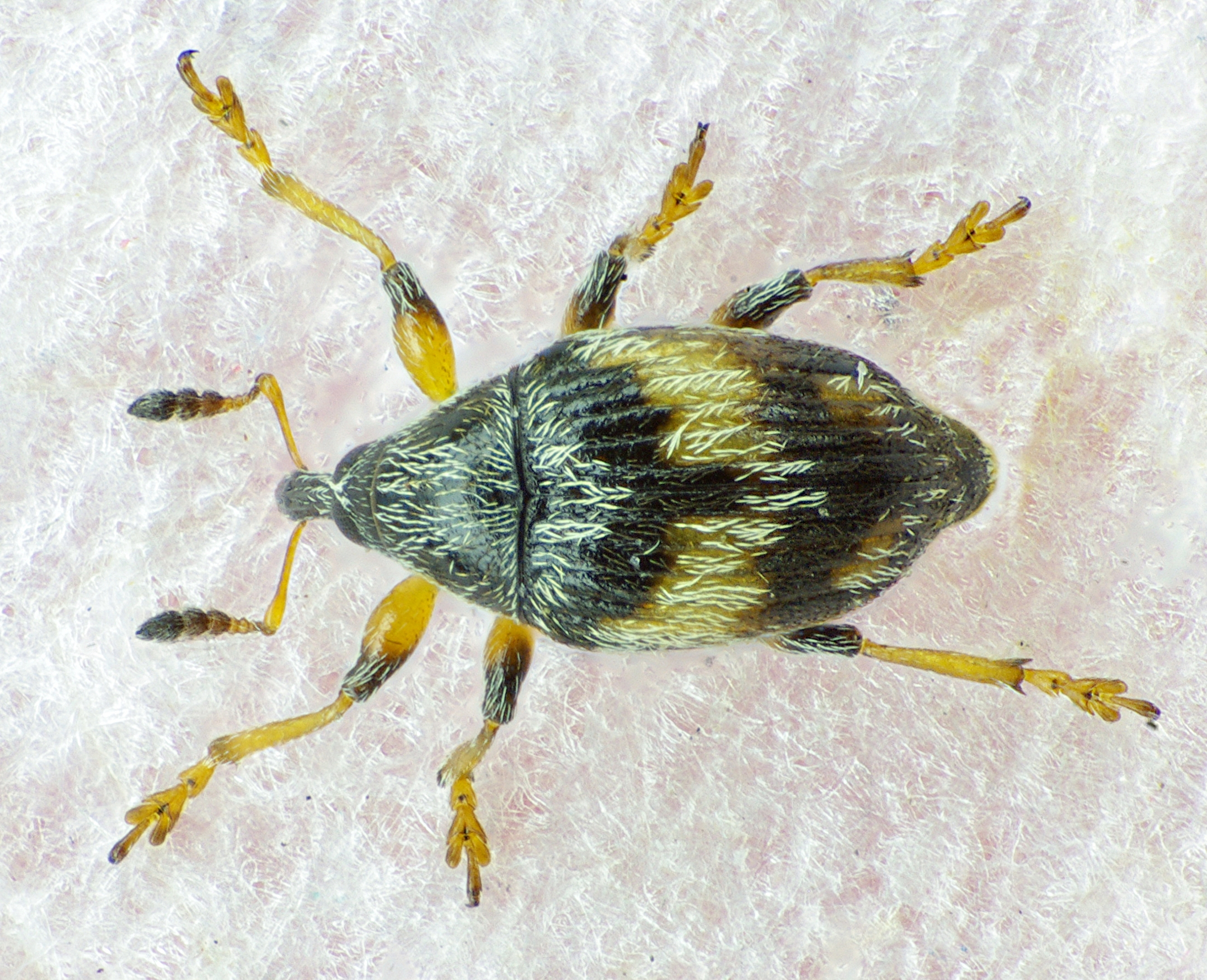
Abb. 1: Aufsicht
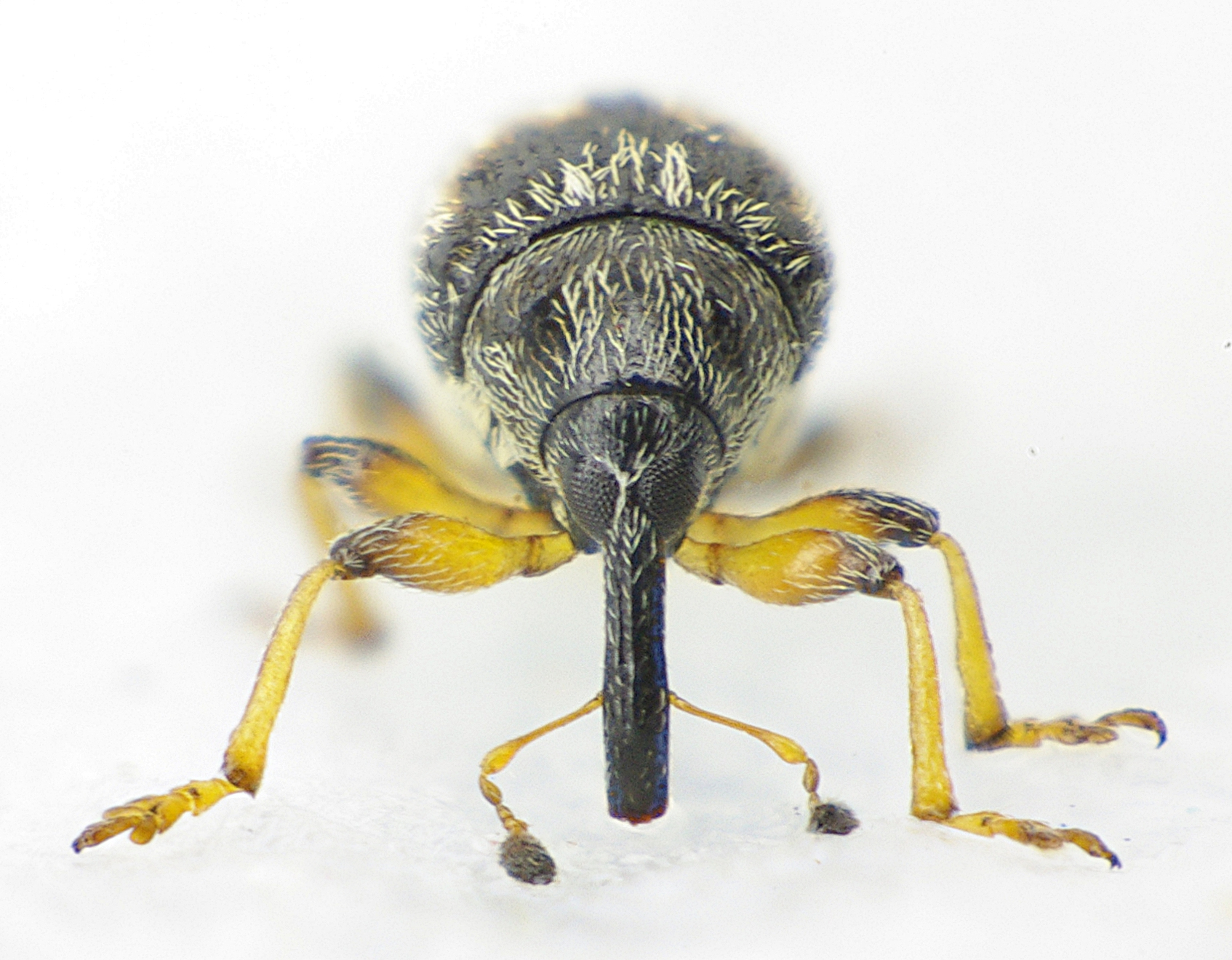
Abb. 2: Vorderansicht
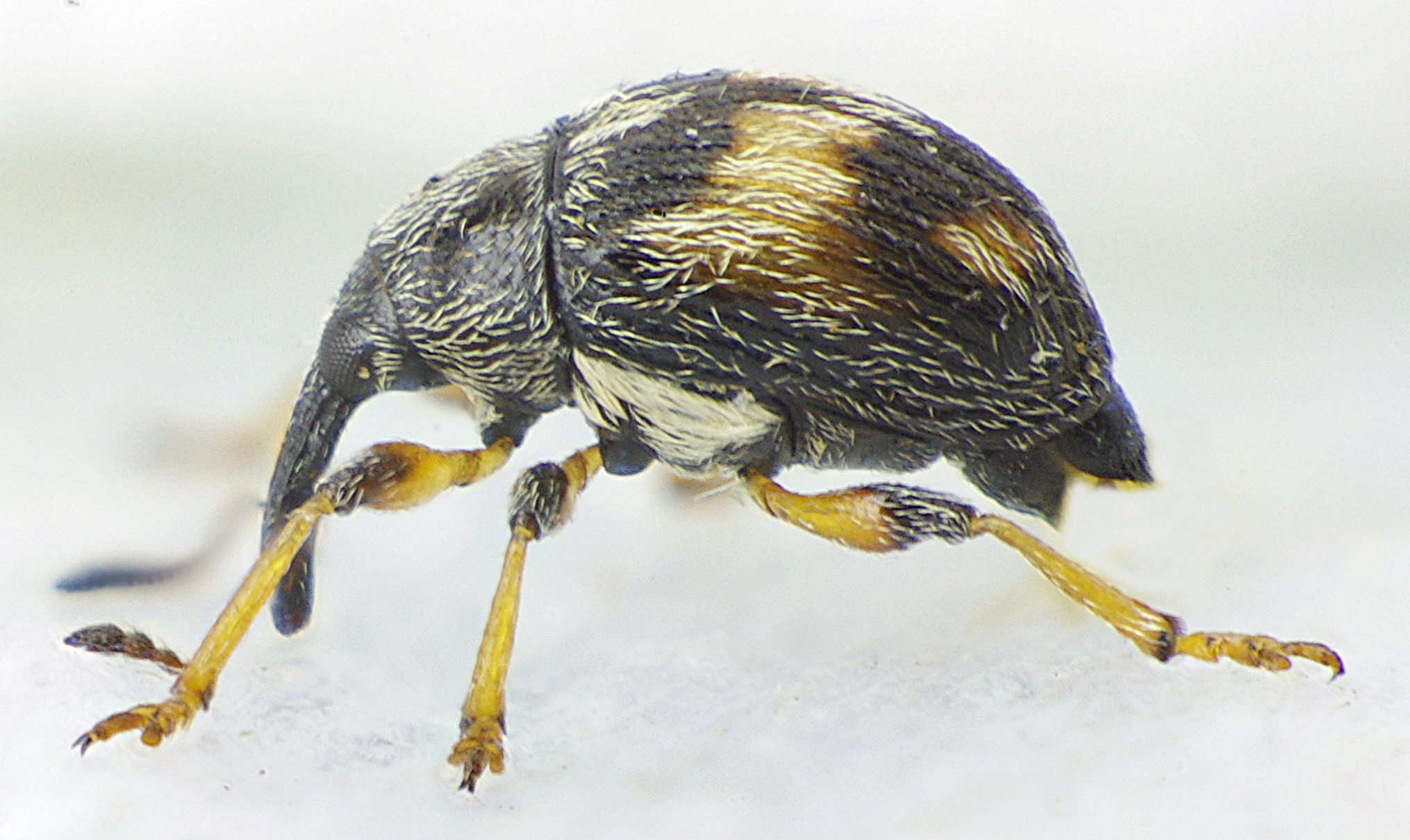
Abb. 3: Seitenansicht
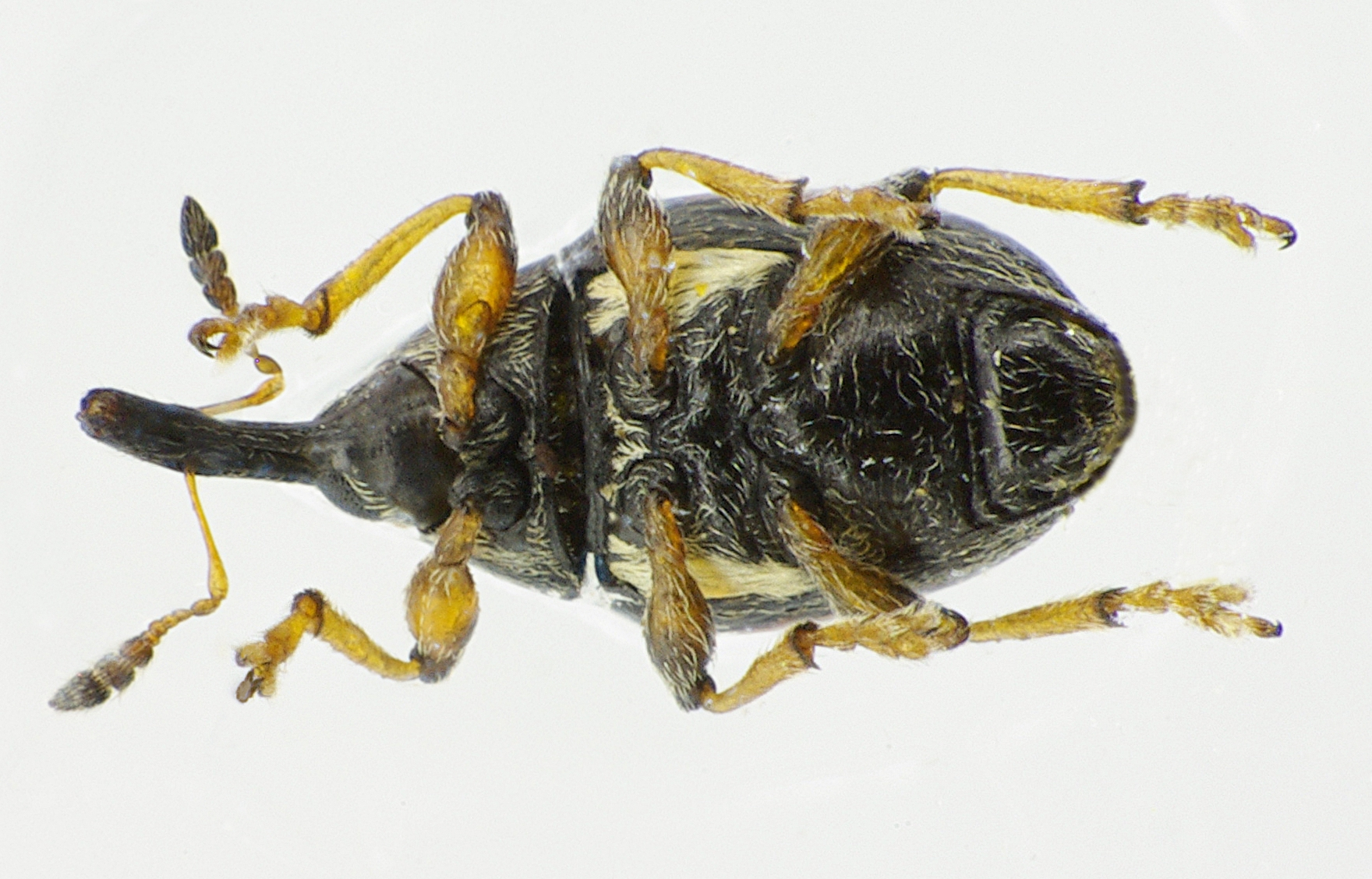
Abb. 4: Unterseite
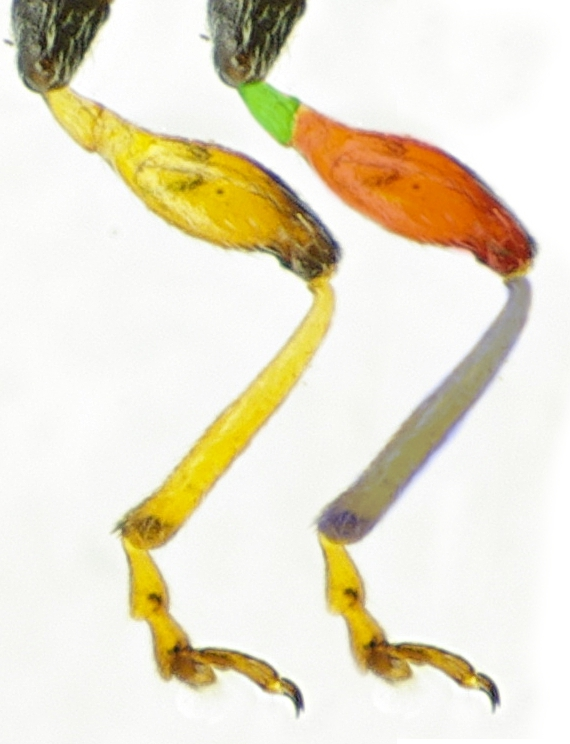
Abb. 5: Vorderbein, rechts kolorierte Kopie
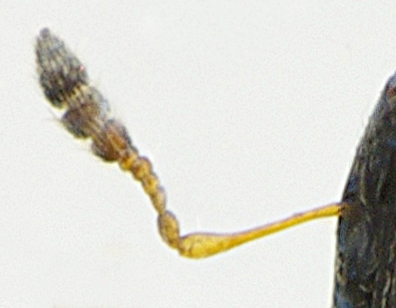
Abb. 6: Fühler
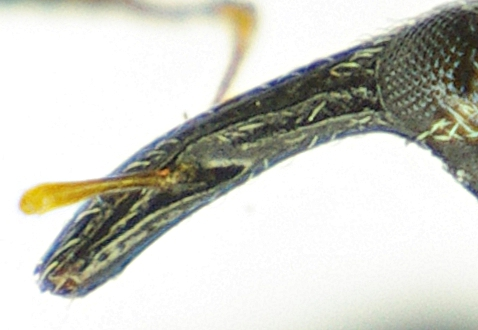
Abb. 7: Rüssel Seitenansicht
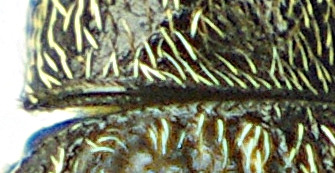
Abb. 8: Ausschnitt oben Brustschild, unten Flügeldecke

## Beschreibung des Käfers
Die Färbung des überwiegend braunen Käfers ist sehr variabel. Gewöhnlich sind Kopf, Halsschild und der Großteil der Schenkel schwarz, Fühler bis auf die dunkle Keule, Schienen und Tarsen gelbbraun und die Flügeldecken hell gebändert. Es gibt jedoch Übergänge bis zu ganz schwarzen oder ganz gelbbraunen Exemplaren. Der Körper ist etwas weniger gedrungen als der des sehr ähnlichen Nanophyes globiformis. Die Körperlänge ohne Rüssel beträgt zwischen 1,4 und 2,1 Millimeter. Die Art gehört damit zu den größeren Arten der Gattung.
Der Kopf ist breiter als lang. Die Augen sind groß, flach und grob facettiert. Sie sind an der Stirn einander genähert (Abb. 2).

Anders als bei Nanophyes globiformis ist der schmale Rüssel (Abb. 4) in beiden Geschlechtern etwa nur so lang wie der Halsschild. Sein Mittelkiel reicht höchstens wenig über die Einlenkungsstelle der Fühler hinaus und erreicht die Rüsselspitze auch nicht annähernd. Der Rüssel ist bis zur Einlenkungsstelle der Fühler gerade, diese befindet sich beim Weibchen um die zweifache Rüsselbreite von der Rüsselspitze entfernt. Die kurzen Fühlergruben liegen an der Rüsselseite und verlaufen schräg nach hinten und unten.

Die Fühler sind in der Nähe der Rüsselmitte seitlich eingelenkt, der Fühlerschaft reicht bis zum Auge, Geisel und Keule sind zusammen länger als der Schaft. Die Geisel ist fünfgliedrig,  die drei Glieder der Fühlerkeule sind locker aneinandergefügt.
Der Halsschild ist breiter als lang, an der Basis so breit wie die Basis der Flügeldecken, nach vorn stark konisch bis auf die Breite des Kopfes verengt.
Die Flügeldecken sind etwa eineinhalb mal so lang wie zusammen breit, deutlich hinter der Schulter am breitesten, nach hinten in Form eines Ovals verschmälert. Der Basalrand der Flügeldecken ist als fein gekerbte Leiste ausgebildet (Abb. 8). Die langen, bleichen Borstenhaare sind ungleich verteilt und treten meist in Form von Bändern verdichtet auf. Außerdem befinden sich auch kürzere und feinere, dunkle Haare auf den Flügeldecken.

Die Grundfarbe der Flügeldecken ist dunkelbraun bis schwarz, gewöhnlich verläuft ein heller Querstreifen von außen leicht schräg nach hinten zur Flügeldeckennaht, wo er in einem stumpfen Winkel auf den Querstreifen der anderen Flügeldecke trifft. Im hinteren Teil der Flügeldecke befinden sich im typischen Fall jeweils zwei oder mehr helle Flecke. Außerdem trägt jede Flügeldecke häufig entlang der Naht einen dunklen Längsstrich.
Die Beine sind schlank. Die Trochanteren (Abb. 5, rechts grün gefärbt) sind bei der Gattung ungewöhnlich groß, die Schenkel an ihrer Spitze angefügt. Auch die Vorderschenkel (Abb. 5, rechts rot gefärbt) sind ungezähnt.
Die Tarsen sind mit zwei am Grunde verwachsenen Klauen ausgestattet.
Bei den Männchen ist das Pygidium grubig eingedrückt.

## Biologie
Die Imagines findet man von Mai bis August an den Blutweidericharten Lythrum salicaria und Lythrum hyssopifolia. Sie fressen an den noch jungen Blättern und Knospen. Sobald sich die Blütenknospen entwickeln, begeben sich die Käfer zur Paarung in die oberen Bereiche der Blütenstände. Die Weibchen legen die Eier einzeln an die Spitzen der Blütenknospen ab. Pro Tag werden ein bis zwei Eier abgelegt. Die Larve entwickelt sich in den Samenanlagen, die sie dabei zerstören. Die befallenen Knospen bleiben geschlossen und fallen häufig ab, bevor die Larvenentwicklung abgeschlossen ist. Aus dem Frass bildet die Larve eine Puppenkammer im Boden der Knospe. Die Entwicklung von der Eiablage bis zum Adult dauert etwa einen Monat. Im August ist mit dem Erscheinen der neuen Generation der Käfer am häufigsten anzutreffen. Die Art überwintert als Adult im Detritus. Entsprechend den Wirtspflanzen findet man die Art in feuchten Biotopen, vorwiegend an sumpfigen Ufern oder in Sümpfen, in Mooren und auf nassen Wiesen, vereinzelt auch an feuchten Feldrainen.

## Verbreitung
Der Käfer ist aus fast ganz Europa bekannt. Sein Vorkommen in Nordafrika ist unsicher. Sein Verbreitungsgebiet erstreckt sich vom Mittelmeer bis zu den Britischen Inseln und den zentralen Bereichen Skandinaviens und setzt sich nach Osten bis nach Westsibirien fort. Zur biologischen Bekämpfung von Lythrum salicaria wurde die Art 1992 mit Erfolg nach Nordamerika eingeführt. Sie hat sich in den USA und in Kanada verbreitet.

## Gefährdung
Die Art gilt in Deutschland als ungefährdet.